# 新井節男
新井 節男（あらい せつお、1937年3月 - ）は、日本の関西学院大学名誉教授。専門は体育学。関西学院大学体育会ハンドボール部女子部名誉監督も務める。大阪大学医学博士。神戸市出身。

## 著書
- 「ボール投げスポーツの基礎理論」YMCA出版、1983年4月
- 「心体のびのび操体術」六甲出版、1986年4月
- 「運動文化論」人文書院、1987年6月
- 「からだほぐしの健康体操」創元社、1989年3月
- 「花札からゲートボールまで」人文書院、1991年12月
- 「健やかさへの戦略」信山社、1993年4月
- 「健康科学：行動編」信山社、1994年6月
- 「エイズという名の社会現象」ミネルヴァ書房、1995年3月
- 「健康科学：養生編」信山社、1995年4月
- 「昔話にみる健やかさへの戦略」講談社出版サービスセンター、1999年2月
- 「スポーツ文化考」講談社出版サービスセンター、1999年12月
- 「教職者のための基礎体力」六甲出版、2000年2月
- 「健やかさの形像 操体術曼荼羅」郁朋社、2000年8月
- 「ノーサイド直前の健康文化論」関西学院大学生協書籍部、2001年3月
- 「健康文化を考える」関西学院大学生協書籍部、2001年5月
- 「人生街道膝栗毛」六甲出版、2003年9月
- 「新しい元気が湧き出す体操の本」六甲出版、2006年12月